# Julita Grace Tueje
Julita Grace Tueje  – indonezyjska brydżystka z tytułem World International Master w kategorii Kobiet (WBF).

## Wyniki brydżowe

### Olimpiady
Na olimpiadach uzyskała następujące rezultaty:
| Olimpiady brydżowe. Zawody teamów | Olimpiady brydżowe. Zawody teamów | Olimpiady brydżowe. Zawody teamów | Olimpiady brydżowe. Zawody teamów | Olimpiady brydżowe. Zawody teamów | Olimpiady brydżowe. Zawody teamów |
| Rok                               | Miejsce                           | Zawody                            | Kategoria                         | Drużyna                           | Pozycja                           |
| --------------------------------- | --------------------------------- | --------------------------------- | --------------------------------- | --------------------------------- | --------------------------------- |
| 2012                              | Lille                             | 2. Olimpiada Sportów Umysłowych   | Kobiety                           | Indonesia                         | 5                                 |
| 2008                              | Pekin                             | 1. Olimpiada Sportów Umysłowych   | Kobiety                           | Indonesia                         | 20                                |
| 1996                              | Rodos                             | 10. Olimpiada Teamów              | Kobiety                           | Indonesia                         | 29                                |

### Zawody światowe
W światowych zawodach zdobyła następujące lokaty:
| Mistrzostwa Świata. Konkurencja teamów | Mistrzostwa Świata. Konkurencja teamów | Mistrzostwa Świata. Konkurencja teamów                | Mistrzostwa Świata. Konkurencja teamów | Mistrzostwa Świata. Konkurencja teamów | Mistrzostwa Świata. Konkurencja teamów |
| Rok                                    | Miejsce                                | Zawody                                                | Kategoria                              | Drużyna                                | Pozycja                                |
| -------------------------------------- | -------------------------------------- | ----------------------------------------------------- | -------------------------------------- | -------------------------------------- | -------------------------------------- |
| 2014                                   | Sanya                                  | 14. Seria Mistrzostw Świata                           | Kobiety                                | Pertamina Ep                           | 3                                      |
| 2013                                   | Nusa Dua                               | 41. Mistrzostwa Świata Teamów                         | Trans                                  | Ina Ladies Djarum LA                   | 16                                     |
| 2013                                   | Nusa Dua                               | 41. Mistrzostwa Świata Teamów                         | Kobiety                                | Indonesia                              | 12                                     |
| 2012                                   | Lille                                  | 5. Otwarte Mistrzostwa Świata Teamów Mikstowych       | Miksty                                 | Djarum2                                | 16                                     |
| 2011                                   | Veldhoven                              | 40. Mistrzostwa Świata Teamów                         | Kobiety                                | Indonesia                              | 2                                      |
| 2009                                   | São Paulo                              | 39. Mistrzostwa Świata Teamów                         | Trans                                  | Geo Timah Indonesia                    | 41                                     |
| 2004                                   | Stambuł                                | 3. Transnarodowe Mistrzostwa Świata Teamów Mikstowych | Miksty                                 | Kaltim Prima Coal                      | 48                                     |
| 2003                                   | Monte Carlo                            | 36. Mistrzostwa Świata Teamów                         | Trans                                  | Sacul                                  | 35                                     |

## Klasyfikacja
- Julita Grace Tueje – klasyfikacja WBF (ang.)